# Amalaraeus
Amalaraeus – rodzaj owadów należących do rzędu pcheł.
Należą tutaj następujące gatunki pcheł:
- Amalaraeus dissimilis dissimilis (Jordan, 1938)
- Amalaraeus dobbsi (Hubbard, 1940)